# クラウス・リンデンベルガー
クラウス・リンデンベルガー（Klaus Lindenberger、1957年5月28日 - ）は、オーストリア・リンツ出身の元同国代表サッカー選手、元サッカー指導者。現役時代のポジションはGK。

## 経歴
1976年、LASKリンツにてプロデビューを果たすと、在籍12年で公式戦300試合以上に出場し、1982年からはオーストリア代表にも招集され始めた。1988年の夏、FCスワロフスキ・ティロルに移籍すると、加入2シーズン目にオーストリア・ブンデスリーガ優勝を経験した。また、1990年にはオーストリア代表として1990 FIFAワールドカップにも出場し、グループステージ全3試合で出番を得たが、チームは決勝トーナメント進出を果たせなかった。1993年、FCリンツでプロ選手としてのキャリアを終えた。

## 個人成績

### 代表
出場大会
- オーストリア代表

1982年 - 1982 FIFAワールドカップ
- 1990年 - 1990 FIFAワールドカップ

試合数
- 国際Aマッチ 41試合 0得点（1982年 - 1990年）[1]

| オーストリア代表 | 国際Aマッチ | 国際Aマッチ |
| 年               | 出場        | 得点        |
| ---------------- | ----------- | ----------- |
| 年               | 試          | 点          |
| 1982             | 1           | 0           |
| 1983             | 0           | 0           |
| 1984             | 1           | 0           |
| 1985             | 1           | 0           |
| 1986             | 6           | 0           |
| 1987             | 6           | 0           |
| 1988             | 7           | 0           |
| 1989             | 10          | 0           |
| 1990             | 9           | 0           |
| 通算             | 41          | 0           |